# Salaška
Potok Salaška je pravostranný přítok Moravy v okrese Uherské Hradiště. Odvodňuje spolu se Zlechovským potokem a Dlouhou řekou jihovýchodní část Chřibů. Náleží k povodí Moravy.

## Průběh toku
Pramení v Chřibech ve vzdálenosti jednoho kilometru jihovýchodně od poměrně frekventované turistické křižovatky Vlčáku v nadmořské výšce 490 m n. m. a teče jihovýchodním směrem podél cesty partyzánské skupiny Olga kolem památníků partyzánům 1. čs. partyzánské brigády Jana Žižky a památníku obětem salašské tragédie přes obec Salaš, Velehrad, podél jižního okraje obce Modrá do Starého Města, kde ústí přes bývalé koryto a vyschlé mrtvé rameno do Moravy v 177,3 m n. m. Průměrný sklon toku je 17 ‰. Délka toku je 17,8 km, plocha povodí 49,6 km2. 

### Větší přítoky
Na svém toku přijímá přítoky Modranský a Bunčovský potok, oba zleva.

## Vodní režim
Průměrný průtok Salašky u ústí činí 0,18 m³/s.

## Ryby
Mezi nejrozšířenější rybí druhy Salašky patří plotice obecná (Rutilus rutilus), pstruh potoční (Salmo trutta fario), střevle potoční (Phoxinus phoxinus), mřenka mramorovaná (Noemacheilus barbatulus) a vranka obecná (Cottus gobio).

## Zajímavosti
V r. 1979 byla objevena v místě, kde původní koryto Salašky vtékalo do Starého Města, archeologická zajímavost. Jednalo se o dřevěnou propusť s věží, která chránila místo průtoku potoka Salaška tělesem velkomoravského opevnění tzv. Christinova valu.
Potok Salašku překlenuje kamenný most na Velehradě, který prochází rozsáhlou opravou, je chráněnou kulturní památkou a zároveň nejstarším mostem na silnicích Zlínského kraje.
Počátkem července roku 2011 při průzkumu kamenného barokního mostu přes potok Salaška v obci Velehrad zjistili archeologové Slováckého muzea v Uherském Hradišti, že most je daleko starší, než se původně předpokládalo. Našly se důkazy, že nejstarší část mostu pochází z vrcholného středověku, tedy ze 14. až 15. století. Existenci mostu přes Salašku staršího než barokního mají archeologové doloženu pouze na jedné vedutě Velehradu z roku 1667, na níž je most přes Salašku evidentně na pilířích, s největší pravděpodobností kamenných. Zbytky starších pilířů a zdiva byly druhotně použity do vyzdění a zpevnění oblouku z vnější strany barokního mostu.